# Alex Marzano-Lesnevich
Alex Marzano-Lesnevich (* 26. November 1977) ist eine nichtbinäre Person, die US-amerikanischer Nationalität und schriftstellerisch tätig ist. Marzano-Lesnevich wurde 2017 bekannt für den Roman The Fact of a Body (deutsch Verbrechen und Wahrheit).

## Leben und Werk
Alex Marzano-Lesnevich wurde als Alexandria Marzano-Lesnevich in New York City als Kind zweier Juristen geboren und absolvierte zunächst den BA (Bachelor of Arts) an der Columbia University. Später folgte der JD (Juris Doctor) an der Harvard Law School und der MFA (Master of Fine Arts) am Emerson College. Marzano-Lesnevich ist zurzeit Assistenzprofessor für Englische Literatur am Bowdoin College.
Marzano-Lesnevich verfasste Texte und veröffentlichte Essays für The New York Times, The Boston Globe, Oxford American, Harper’s Magazine und viele andere Publikationen. Ein für die Essays erhaltener Rona Jaffe-Preis ermöglichte Marzano-Lesnevich nach eigener Aussage finanziell die Fertigstellung des Buches The Fact Of A Body. André Aciman, bekannt für seinen Bestseller Call Me By Your Name, wurde auf Marzano-Lesnevichs Essay Body Language aufmerksam, welches infolgedessen im November 2020 in der von Aciman kuratierten Anthologie The Best American Essays 2020 erschien.
THE FACT OF A BODY: A Murder and a Memoir ist das literarische Debüt von Alex Marzano-Lesnevich. Der True-Crime-Thriller erschien 2017 bei Flatiron Books, einem Imprint von Macmillan Publishing. Er wurde in zehn Sprachen übersetzt, die deutsche Edition erschien im November 2020 beim fränkischen ars vivendi verlag unter dem Titel Verbrechen und Wahrheit. Ein autobiografischer Kriminalroman. Zum Zeitpunkt der Veröffentlichung des Originals definierte sich Marzano-Lesnevich noch nicht als genderqueer.
Zu Beginn der Handlung dieses Memoirs, im Jahr 2003, absolviert die junge Ich-Erzählerin Alexandria Marzano-Lesnevich in New Orleans ein Praktikum in einer Anwaltskanzlei. Dort stößt sie auf Ricky Langley, einen zum Tode verurteilten Kindermörder, dessen Fall soeben neu verhandelt und dessen Strafmaß auf lebenslänglich reduziert worden ist. Beim Sichten des Videomaterials von Langleys Geständnis, in dem er diverse Akte des Kindesmissbrauchs schildert, spürt Alexandria, lebenslang Gegnerin der Todesstrafe, den beispiellos überwältigenden Wunsch, Langley hingerichtet zu wissen. Erschüttert über ihren radikalen Sinneswandel, entwickelt Alexandria eine Obsession für den Fall und beginnt, bei ihrer Recherche zu Langleys Werdegang erschreckende Parallelen zu den Tragödien ihrer eigenen Vergangenheit und den Traumata ihrer Kindheit zu finden.
Wie der Untertitel des Buchs schon andeutet, ist die Erzählung des „Memoiren/True-Crime-Hybrids“ geflochten angelegt, eine Kombination aus persönlich eingefärbter Erinnerung und wahrheitsgetreuer Berichterstattung über Verbrechen. In abwechselnden Kapiteln folgt es der Geschichte des Mordes an einem sechsjährigen Jungen und der Geschichte von Alexandrias eigener Vergangenheit; die Aussagen des Mörders zwingen Alexandria dazu, mental zu ihren eigenen Erfahrungen als Missbrauchsopfer wiederzukehren, sie zu rekonstruieren und letztendlich zu verstehen.
Das Buch bekam in kurzer Zeit große Aufmerksamkeit, worauf viele größtenteils positive Rezensionen in größeren Publikationen folgten, z. B. in der New York Times, der Vogue, der Entertainment Weekly, dem Guardian und dem The Boston Globe.
Die hybride Struktur des Buches imponierte vielen Lesern, die Erzählung sei „besessen von den doppelten Zwängen der Wahrhaftigkeit und Kunstfertigkeit.“ Während die Rekonstruktion der Geschichte des Mörders Langley von „Gründlichkeit“ durchzogen ist, werden die Abschnitte über Marzano-Lesnevichs Kindheit als „traumtänzerische Prosa“ empfunden. Marzano-Lesnevich habe „eine Fülle von erschreckenden, faszinierenden Themen, die eine fesselnde Sachbuchlektüre ausmachen“.
Für das Buch gewann Marzano-Lesnevich 2018 einen Lambda Literary Award und später im selben Jahr den Chautauqua-Preis. Die französische Übersetzung des Romans, L'empreinte (deutsch: Das Impressum), erhielt 2019 den Prix France Inter-JDD und den Grand Prix des Lectrices der Zeitschrift ELLE und wurde 2020 mit dem Prix des libraires du Québec ausgezeichnet.
Marzano-Lesnevich arbeitet derzeit an einem Buch mit dem Titel Both and Neither, welches nach eigener Aussage „ein geschlechts- und genreübergreifendes Werk aus Memoiren, Geschichte, Kulturanalyse, transreimaginiertem und internationalem Road Trip über das Leben jenseits des Binären“ sein wird. In Anerkennung an dieses Projekt wird Marzano-Lesnevich von der Maine Arts Commission 2021 mit einem Stipendium ausgezeichnet werden.

## Privatleben
Marzano-Lesnevich identifiziert sich als nichtbinär/genderqueer und bevorzugt zur geschlechtsneutralen Ansprache das persönliche Pronomen they – vergleichbar mit der deutschen geschlechtsneutralen Neuform „sier“ (als Zusammenziehung von „sie/er“). Marzano-Lesnevichs Führerschein trägt spätestens seit Oktober 2019 offiziell in der Zeile Geschlecht ein „X“ für „nichtbinär“. Marzano-Lesnevich hat einen Zwillingsbruder und zwei Schwestern und lebt laut eigener Aussage „mit einem riesigen Welpen“ in der Hafenstadt Portland, Maine.

## Werke
Romane
- The Fact of a Body: A Murder and a Memoir. Roman. Flatiron, New York 2017, ISBN 978-1-250-08055-4.
  - deutsch: Verbrechen und Wahrheit: Ein autobiografischer Kriminalroman. ars vivendi, Cadolzburg 2020, ISBN 978-3-7472-0190-9.

Essays
- Body Language. In: André Aciman (Hrsg.): The Best American Essays 2020. Houghton Mifflin Harcourt, Boston 2020, ISBN 978-0-358-35991-3 (englisch; Essaysammlung).